# Federica Del Buono
Federica Del Buono (née le 12 décembre 1994 à Vicence) est une athlète italienne, spécialiste du demi-fond.

## Biographie
Les meilleurs temps de Federica Del Buono sont de 2 min 00 s 58 sur 800 mètres (Rieti, 7/9/2014), de 4 min 05 s 32 sur 1 500 mètres (Rovereto, 2/9/2014) et sur 3 000 mètres en 9 min 01 s 38 obtenu au meeting de Gavardo (18/05/2014).
En finale des Championnats d'Europe d'athlétisme 2014 à Zurich le 15 août 2014 en terminant 5e. Toujours à Zurich lors du meeting Weltklasse 2014, elle porte son record à 4 min 6 s 80 en terminant 10e de la course du 1 500 m.

## Palmarès
| Date | Compétition                    | Lieu   | Résultat | Épreuve  | Temps          |
| ---- | ------------------------------ | ------ | -------- | -------- | -------------- |
| 2014 | Championnats d'Europe          | Zurich | 5e       | 1 500 m  | 4 min 7 s 49   |
| 2015 | Championnats d'Europe en salle | Prague | 3e       | 1 500 m  | 4 min 11 s 61  |
| 2024 | Championnats d'Europe          | Rome   | 7e       | 5 000 m  | 15 min 00 s 05 |
| 2024 | Championnats d'Europe          | Rome   | 4e       | 10 000 m | 31 min 25 s 41 |

## Records
| Épreuve  | Performance    | Lieu      | Date         |
| -------- | -------------- | --------- | ------------ |
| 1 500 m  | 4 min 3 s 45   | Castellón | 16 juin 2022 |
| 5 000 m  | 15 min 0 s 05  | Rome      | 7 juin 2024  |
| 10 000 m | 31 min 25 s 41 | Rome      | 11 juin 2024 |